# 揚·彼得生·庫恩
揚·彼得生·庫恩:17,註4（1587年1月8日—1629年9月21日），又譯昆恩:120-121,註22、科恩、顧恩等，17世紀1619年－1623年及1627年－1629年間兩度擔任荷蘭聯合東印度公司的總督，在今印尼雅加達興建巴達維亞城為東印度公司首都，並致力荷蘭國力的增強。他雖被荷蘭視為英雄，但在荷蘭殖民地區的亞非國家卻不受歡迎；在近現代，他更視為種族滅絕的典型人物。
庫恩在荷屬東印度總督任內以嚴峻高壓的統治以及專橫獨斷的行事作風著稱，對下屬嚴苛，對敵人更是絲毫不仁慈；但也因為他的戰略宏圖，才有之後荷蘭佔領台灣的38年。

## 發蹟
1587年1月出生於荷恩，原來他家族的姓並不姓庫恩，是姓「范·特維斯克」（van Twisk），因他父親見荷恩鎮有太多姓「范·特維斯克」的，所以改姓庫恩。印尼華人歷史文獻《開吧歷代史紀》記載其名爲「然庇得郡」。
1600年，庫恩13歲的時候，他到義大利的羅馬去當學徒學習簿記。就在他離開荷蘭的那幾年，聯合東印度公司於1602年在阿姆斯特丹成立了，荷恩鎮派有船隻入股。庫恩這時剛好回到荷蘭，加入了東印度公司，在荷恩鎮入股的船上當起一名次級商務員（最低層的職員職位）。
1607年年底，他所在的船隻出航，在次年的11月抵達了麻六甲海峽。幾個月後，他又來到爪哇最西端的貿易重鎮萬丹，隨後參加了征剿遠在數千里外的香料群島（摩鹿加群島）的戰役，於1610年年底回到荷蘭。
他在荷蘭停留了一年以上，受到了公司董事會的賞識，在1612年以25歲的年紀破格升任首席商務員帶領兩艘船再度起航至東印度。
1613年重抵萬丹後，與荷屬東印度公司派在東南亞的總督建立了良好的工作關係。這年荷蘭艦隊剛從葡萄牙手中搶過索洛爾島，這島是通往中國人最喜歡的檀香木的帝汶的門戶，這段期間，由於生絲在歐洲賣出很好的價錢，公司急於打開對明朝的貿易，董事會一再要求下屬設法同中國建立聯繫，所以庫恩寫信提出了以檀香木交換生絲的報告，獲得了公司的讚許。
同年10月，經過萬丹的評議會同意後，庫恩被任命為萬丹和雅加達的商館館長，同時又被任命為公司的總簿記長。
1614年11月，被任命為東印度地區評議會的評議員和總管，成為總督之下，公司在海外的第二把交椅。

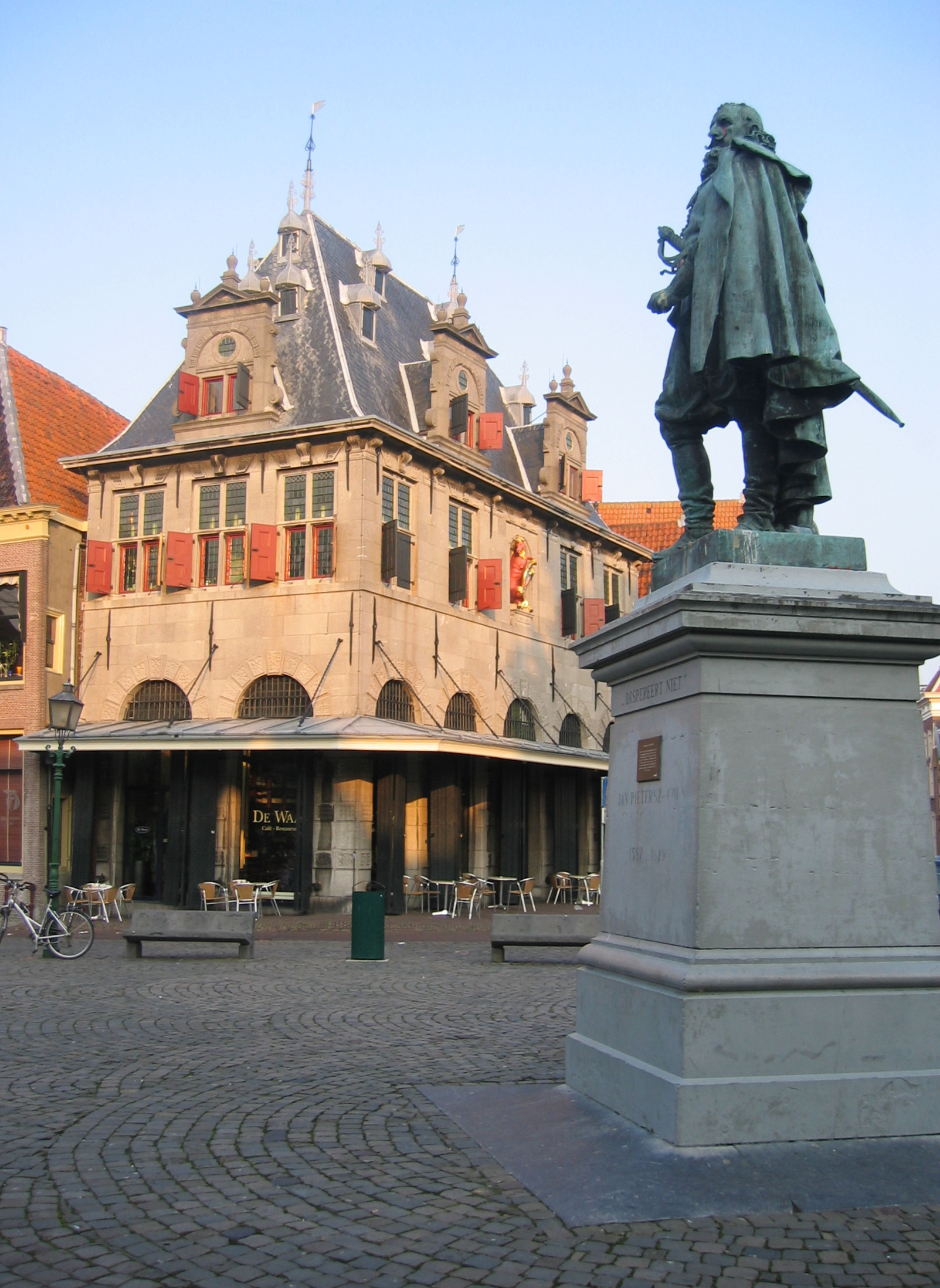
揚·彼得生·庫恩青銅像

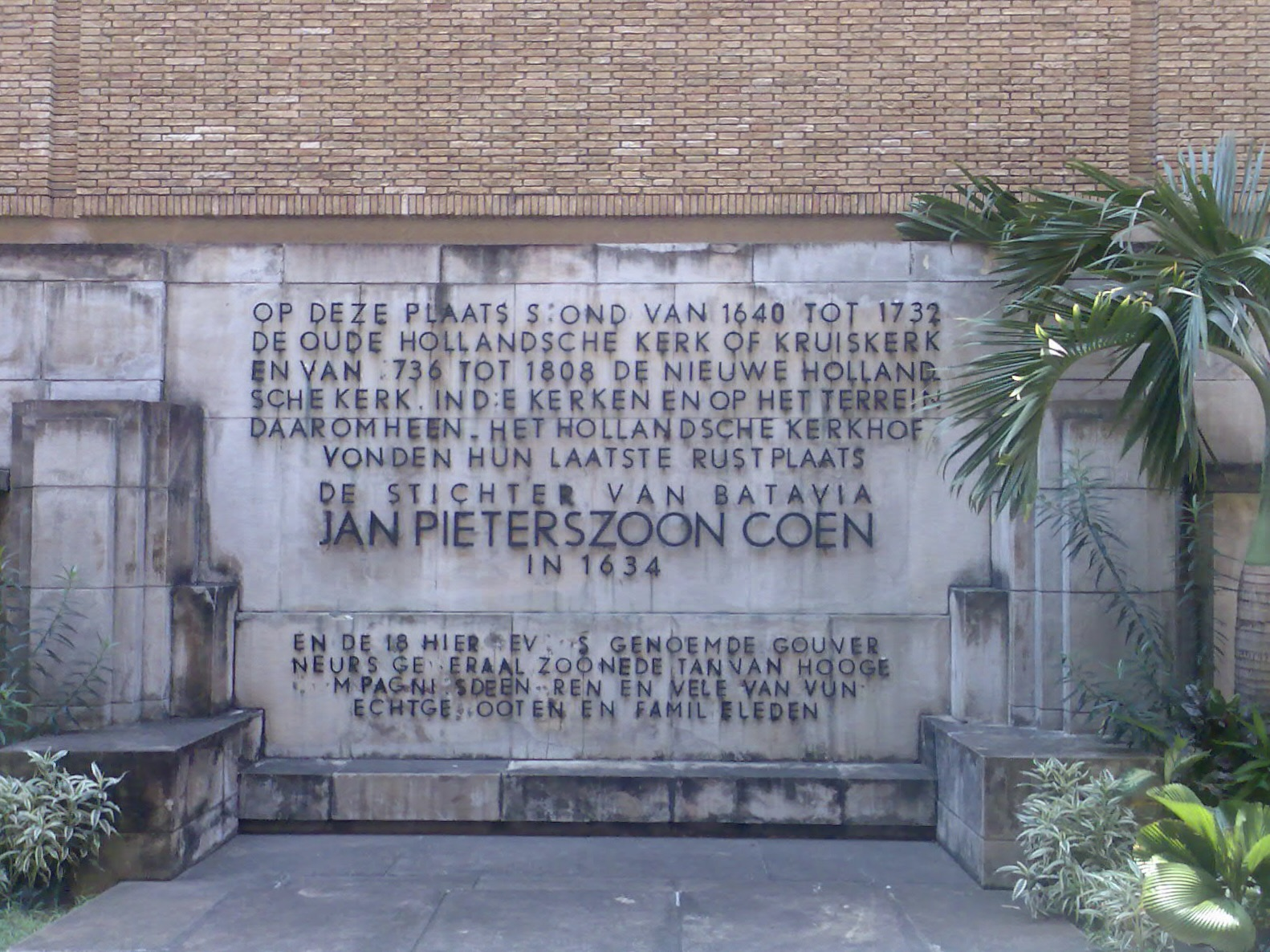
庫恩現留存於雅加達Wayang Museum的墓碑

## 總督之路
1618年4月底，在荷蘭總公司17人董事的決議下，庫恩正式接到了擔任第四任荷屬東印度地區的總督任命，主管海外各個商館的行政和貿易事務。
甫一上任，他便向公司董事會遞交一份關於亞洲內部貿易的藍圖：將古吉拉特的衣物換取蘇門答臘的胡椒和黃金；將科羅曼德的衣物換取萬丹的胡椒；將檀香木、胡椒、白銀換取中國的黃金、絲綢、瓷器；將中國的商品輸往日本換取白銀；將香科和其他商品運往中東換得白銀等。這個計畫的目的是建立起荷蘭在東印度地區自給自足的貿易網。
在這年年底，為了搶奪在東印度的貿易利益，英國人的艦隊來到了雅加達，對庫恩的據點和艦隊展開了包圍。在英國人強大的艦隊優勢下，庫恩逃到了摩鹿加群島和那邊的荷蘭艦隊集結。次年2月，雅加達城陷落，英國艦隊即將東來襲擊荷蘭人。庫恩緊急將散布在南洋各地廣大海域的荷蘭船隻全數召回，於5月底回到了雅加達準備與英國決戰。
首先他回到了雅加達城外，向配合英國人佔領雅加達城的三千名萬丹土著展開攻擊，那時住在城裡大部分雅加達人已經逃到內陸。很快城堡就被攻破，荷蘭評議會為了報復，決定與萬丹斷絕一切關係，並要求所有在那邊做生意的中國商人和船隻不得前往萬丹。
同時，庫恩對英國人的勢力展開了反擊，對逃往蘇門答臘島和馬來半島的英國船隻進行追捕。在馬來半島上的北大年擊敗了英國艦隊取得了重大勝利，自此英國人的勢力暫時退出了東印度，荷蘭領有了從麻六甲海峽以東至摩鹿加群島的廣大洋面，意味著取得了南洋的貿易和香料主導權。
1621年，庫恩重建了雅加達城，並改名為「巴達維亞」（荷蘭的羅馬名。原本他是想取名為新荷恩Nieu-Hoorn，但沒有如願），以作為荷屬東印度公司在東南亞的統治中心。
1621年，他為獨佔肉豆蔻的香料貿易，來到摩鹿加群島的肉豆蔻產地---班達群島，以平息當地島上的土著暴動。此暴動來自於荷蘭人相當不諒解班達島土著違反之前只能與荷蘭貿易的協定，而持續與英國人交易。在這場征剿中，庫恩下令屠殺班達島居民一萬五千多人，而沒被殺死的也被送到了其他殖民地區充當奴工。其中有一部分後來被送到澎湖和台灣本島築城，自此班達島的土著人口幾乎被完全消滅殆盡。
打開了統治局面後的庫恩，為了進一步擴展荷蘭在東印度的海上事業，他開始了一連串的剝削計畫。從遠方的非洲東岸、印度和錫蘭運來了大量的奴工。但是他更矚意中國苦力，他聲稱「沒有什麼人比中國人能夠更好地為我們服務。」從這點考慮加上公司董事會一再要他打開對華貿易，終於在1622年4月他決定派出艦隊到澳門打通對明朝通商的門戶。
庫恩在次年（1623年）為向董事會匯報公司的情況，他回到了荷蘭並於抵港後受到了英雄式的夾道歡迎。之後他成為荷恩分會的董事，建立公司新的營運政策。
1624年10月3日，庫恩再次被任命為荷屬東印度總督，而英國人為怕他赴任後再次與英國東印度公司競爭，便屢屢阻礙他的起航。
1625年，他結了婚。兩年後，聰明的庫恩利用移民名義偕同妻子與孩子隱姓埋名地抵達東印度。並於9月30日上任。在他抵達巴達維亞之後，英國放棄佔領巴達維亞，而在萬丹建立起他們自己的總部。
而在1628、1629兩年的總督任期內，馬打蘭蘇丹國兩度圍攻巴達維亞。然而皆因其軍事技術不敵荷蘭人和糧食接應不濟等問題而從沒攻下過該城。1629年9月21日，庫恩驟逝於巴達維亞，享年43歲。

## 外部連結
- Critici van Jan Pieterszoon Coen （页面存档备份，存于）; Ewald Vanvugt; 1996 (in Dutch)
- Jan Pieterszoon Coen （页面存档备份，存于）; De VOCsite. (in Dutch)

| 前任： 勞倫斯·雷阿爾    | 荷屬東印度總督 1619年—1623年 | 繼任： 彼得·德·卡尔庞捷 |
| 前任： 彼得·德·卡尔庞捷 | 荷屬東印度總督 1627年—1629年 | 繼任： 雅克·斯佩克斯    |